# Anna Pankratova
Anna Pankratova, född 1897, död 1957, var en rysk-sovjetisk historiker och politiker. Hon valdes 1952 till högsta sovjet. 